# 吕布洛
吕布洛是德国梅克伦堡-前波莫瑞州的一个市镇。总面积21.41平方公里，总人口605人，其中男性313人，女性292人（2011年12月31日），人口密度28人/平方公里。